# 匕首
匕首（あいくち、ひしゅ）または合口（あいくち）は、鍔(つば)の無い短刀のこと。本来の日本語では「合口」であったが、中国の「匕首」（ひしゅ、拼音: bǐ shŏu ビーショゥ）と混同され、現在はどちらの表記でも「あいくち」で意味が通る。また、本来の「匕首」は、その形状・定義も合口とは厳密には異なる。

## 日本での用例
合口（あいくち）の由来は、鍔が無いために、柄と鞘がぴったり納まる様子から来ている。懐に隠せる合口はヤクザや博徒の喧嘩道具に重宝された。この場合、ドスの俗称がよく用いられる。
銃刀法において「あいくち」は（「刀」や「剣」等とは異って）刃渡りに関わらず「刀剣類」に分類されており、所持の規制及び処罰の対象となりうる(詳細は銃砲刀剣類所持等取締法#内容を参照)。

## 中国での用例
中国での匕首は、古代から使用されている暗器（身につけられる小さな武器）であり、横から見たときに匙のような形の刃先を持つ短刀のことである。主要な用途は暗殺であり、特殊な刃先の形状は致死効果を高める。
始皇帝の暗殺未遂に使用された戦国時代の越人徐夫人が作った匕首が有名。